# Alþingi
Alþingi (derivada de la antigua palabra nórdica Alþing o Althing) es el parlamento nacional de Islandia, cuya fundación tuvo lugar en 930 en la región de Þingvellir, a 45 kilómetros de la que luego sería la capital de la república, Reikiavik. Es el cuerpo parlamentario con existencia no continua más antiguo del mundo, ya que el Tynwald (parlamento de la Isla de Man) es más antiguo ejerciendo de manera continua. 
Incluso tras la unión de facto con Noruega, el Alþingi continuó celebrando sesiones en la zona hasta 1799, cuando se suspendió su actividad durante varias décadas. Volvió a instaurarse en 1844, año en el que se trasladó a Reikiavik. El edificio que alberga a dicha institución actualmente, el Alþingishúsið, fue construido en 1881.
La constitución del país establece seis distritos electorales, con la posibilidad de crear un séptimo. Cada una de estas divisiones territoriales elige nueve miembros. Aparte de estos 54 parlamentarios, cada uno de los grupos políticos recibe una cantidad de escaños proporcionales al porcentaje obtenido a nivel nacional. Para poder optar a esta posibilidad, el partido en cuestión debe haber  conseguido más del 5 % de todos los votos válidos en el proceso electoral.

## Historia

### Fundación: 930 - 1262
El Alþingi se considera el parlamento activo más antiguo del mundo. Se estableció como una asamblea al aire libre o thing celebrada en las llanuras de Þingvellir alrededor de 930, sentó las bases para una existencia nacional independiente en Islandia. Al principio, el Alþingi fue una asamblea general de la mancomunidad islandesa, donde los goðar de reunían  para decidir en la legislación y dictar justicia. Todos los hombres libres podían asistir a las asambleas, las cuales eran el principal evento del año y atraían a grandes multitudes de granjeros y sus familias, partes involucradas en disputas legales, comerciantes, artesanos, canta mundos y viajeros. Los asistentes a la asamblea vivían en campamentos provisionales durante la sesión. El centro de la reunión era el Lögberg, o Roca de la ley, un afloramiento rocoso en el que el portavoz de la ley tomaba asiento como el presidente de la asamblea. Entre sus responsabilidades estaban el recitar en voz alta las leyes vigentes en ese momento. Era su deber proclamar la ley procesal del Althing a los asistentes a la asamblea anual. La Ley Gulathing se adoptó en 930 en el primer Althing, y fue presentada por Úlfljótr, quien había pasado tres años en Noruega estudiando sus leyes. Las leyes islandesas otorgaron un estatus privilegiado a los daneses, suecos y noruegos.
De acuerdo con la saga Njáls, el Alþingi declaró en el año 1000 el cristianismo como la religión oficial. Para el verano de 1000, los líderes de Islandia acordaron que era obligatorio perseguir a familiares por blasfemar a los dioses antiguos. Islandia estaba en medio de disturbios por la expansión del cristianismo, que fue introducido por viajeros y misioneros enviados por el rey noruego Olaf Tryggvason. El estallido de la guerra en Dinamarca y Noruega llevó a Thorgeir Ljosvetningagodi, un pagano y jefe del Althing, a proponer "una ley y una religión" para gobernar toda Islandia, haciendo que el bautismo y la conversión al cristianismo fueran requeridos por ley.

#### Lögrétta
Se pronunciaron discursos públicos sobre asuntos de importancia en la Roca de la ley y allí se llamó al orden y se disolvió la asamblea. La Lögrétta, la sección legislativa de la asamblea, era su institución más poderosa. Estaba integrad por 39 goðar más nueve miembros adicionales y el Portavoz de la Ley. Como sección legislativa del Althing, la Lögrétta se pronunciaba sobre los conflictos legales, adoptaba nuevas leyes y otorgaba exenciones a las leyes existentes. El Alþingi de antaño también cumplía una función judicial y escuchaba disputas legales además de las asambleas de primavera celebradas en cada distrito. Después de que el país se dividiera en cuatro cuartos alrededor de 965, se estableció un tribunal de 36 jueces (fjórðungsdómur) para cada uno de ellos en el Alþingi. Se creó otro tribunal (fimmtardómur) a principios del siglo XI. Sirvió como una especie de tribunal supremo y asumió la función de escuchar los casos que los otros tribunales dejaban sin resolver. Estaba compuesto por 48 jueces designados por el goðar de Lögrétta.

### Monarquía: 1262 -1800
Cuando los islandeses se sometieron a la autoridad del rey noruego bajo los términos del Gamli sáttmáli en 1262, la función del Alþingi cambió, la organización de la mancomunidad llegó a su fin y cesó el gobierno del país por goðar. El poder ejecutivo ahora recaía en el rey y sus funcionarios, los comisionados reales y los comisionados de distrito. Como antes, la Lögrétta, que ahora constaba de 36 miembros, siguió siendo su principal institución y compartió el poder legislativo formal con el rey. Las leyes adoptadas por la Lögrétta estaban sujetas a la aprobación real y, por el contrario, si el rey iniciaba la legislación, el Althing tenía que dar su consentimiento. El Portavoz de la Ley fue reemplazado por dos administradores legales, llamados lögmenn. Hacia fines del siglo XIV, la sucesión real puso a Noruega e Islandia bajo el control de la monarquía danesa. Con la introducción de la monarquía absoluta en Dinamarca, los islandeses cedieron su autonomía a la Corona, incluido el derecho a iniciar y aprobar la legislación. Después de eso, el Althing sirvió casi exclusivamente como tribunal de justicia hasta el año 1800.

### Tribunal superior: 1800 - 1845
El Alþingi fue disuelta por decreto real en 1800. Un nuevo Tribunal Superior, establecido por este mismo decreto y ubicado en Reykjavík, asumió las funciones del Lögrétta. Los tres jueces designados se reunieron por primera vez en Hólavallarskóli el 10 de agosto de 1801. El Tribunal Superior celebraría sesiones ordinarias y funcionaría como el tribunal de máxima instancia del país. Operó hasta 1920, cuando se estableció la Corte Suprema de Islandia.

### Asamblea consultiva: 1845 -1874
El 8 de marzo de 1843 se emitió un decreto real en el que se establecia un nuevo Alþingi. Al año siguiente se celebraron elecciones y la asamblea finalmente se reunió el 1 de julio de 1845 en Reykjavík. Algunos nacionalistas islandeses (el grupo Fjölnir) no querían que Reikiavik fuera la ubicación del recién establecido Althing debido a la percepción de que la ciudad estaba demasiado influenciada por los daneses. Jón Sigurðsson afirmó que la ubicación del Althing en Reykjavík ayudaría a convertir la ciudad en islandesa.
Estaba compuesto por 26 miembros sentados en una sola cámara. Se eligió un miembro en cada uno de los 20 distritos electorales y el rey nombró a seis "miembros nominados por la realeza". El sufragio, siguiendo el modelo danés, se limitaba a los hombres de medios sustanciales y de al menos 25 años de edad, lo que para empezar significaba solo alrededor del 5% de la población. Una sesión regular duraba cuatro semanas y podía extenderse si era necesario. Durante este período, el Althing actuó simplemente como un órgano consultivo de la Corona. Examinó la legislación propuesta y los miembros individuales podían plantear cuestiones para el debate. El proyecto de ley presentado por el gobierno tuvo dos lecturas, una introductoria y otra final. Las propuestas que se aprobaban se llamaban peticiones. El nuevo Althing introdujo una serie de mejoras en la legislación y la administración del país.

### Asamblea Legislativa desde 1874
La Constitución de 1874 otorgó al Alþingi poder legislativo conjunto con la Corona en asuntos de interés exclusivo para Islandia. Al mismo tiempo, el Tesoro Nacional adquirió facultades de imposición y asignación financiera. El rey retuvo el derecho a vetar la legislación y, a menudo, siguiendo el consejo de sus ministros, se negó a dar su consentimiento a la legislación adoptada por el Alþingi. El número de miembros del Alþingi se incrementó a 36, 30 de ellos elegidos en elecciones generales en ocho distritos electorales de un solo miembro y 11 distritos electorales de dos miembros, los otros seis designados por la Corona como antes. El Alþingi ahora estaba dividida en una cámara superior, conocida como Efri deild y una cámara inferior, conocida como Neðri deild. En la cámara alta se sentaban seis miembros electos y los seis designados, lo que significaba que estos últimos podían impedir la aprobación de leyes actuando en bloque. Veinticuatro representantes electos se sentaron en la cámara baja. Desde 1874 hasta 1915 se nombraron comités ad hoc. Después de 1915, cada una de las cámaras eligió siete comités permanentes. Sesiones ordinarias del Althing convocadas cada dos años. Una sesión suplementaria se celebró por primera vez en 1886 y se hizo más frecuente en el siglo XX. El Alþingi se reunió a partir de 1881 en la Casa del Parlamento recién construida. El Gobernador General (landshöfðingi) era el máximo representante del gobierno de Islandia y era responsable ante el Asesor para Islandia (Íslandsráðgjafi) en Copenhague.

### Autonomía
Una enmienda constitucional, confirmada el 3 de octubre de 1903, otorgó a los islandeses autonomía y gobierno parlamentario. Hannes Hafstein fue nombrado ministro islandés el 1 de febrero de 1904, responsable ante el parlamento. El ministro debía contar con el apoyo de la mayoría de los miembros del Alþingi; en el caso de una moción de censura, tendría que dimitir. En virtud de la reforma constitucional de 1903, el número de miembros se incrementó en cuatro, hasta un total de cuarenta. Tradicionalmente, las elecciones al Althing habían sido públicas: los votantes declaraban en voz alta a cuál de los candidatos apoyaban. En 1908 se adoptó el voto secreto, con papeletas en las que se imprimían los nombres de los candidatos. Al mismo tiempo, se hizo obligatoria una sola jornada electoral para todo el país. Cuando se enmendó la Constitución en 1915, los miembros del Althing designados por la realeza fueron reemplazados por seis representantes nacionales elegidos por representación proporcional para todo el país.

### Unión personal
El Acta de Unión (que entró en vigor el 1 de diciembre de 1918) convirtió a Islandia en un estado en unión personal con el Reino de Dinamarca. Estaba previsto que expirara después de 25 años, cuando cualquiera de los estados podría optar por abandonar la unión. Al Alþingi se le otorgó poder legislativo ilimitado. En 1920, el número de miembros del Althing aumentó a 42. Desde 1945, el Althing se reúne habitualmente en otoño. Con la Ley Constitucional de 1934, el número de miembros se incrementó en siete y se abolió el sistema de representantes nacionales en favor de uno que proporcionaba once escaños utilizados para igualar las discrepancias entre el voto popular de los partidos y el número de escaños que recibieron en el Alþingi. , elevando el número de miembros del Alþingi a 49. En 1934, la edad para votar también se redujo a 21. Otros cambios en 1942 proporcionaron tres miembros adicionales e introdujeron la representación proporcional en los distritos electorales de dos miembros. Los distritos electorales eran entonces 28 en número: 21 distritos electorales uninominales; seis distritos electorales de dos miembros; y Reykjavík, que eligió a ocho miembros. Con los once escaños de igualación adicionales, el número total de miembros era así 52

### República
Cuando Dinamarca fue ocupada por Alemania el 9 de abril de 1940, la unión con Islandia se rompió efectivamente. Al día siguiente, el Alþingi aprobó dos resoluciones, otorgando al gabinete islandés el poder de Jefe de Estado y declarando que Islandia aceptaría la responsabilidad total tanto de la política exterior como de la vigilancia costera. Un año después, el Alþingi adoptó una ley que creaba el cargo de Regente para representar a la Corona. Esta posición continuó hasta que se derogó el Acta de Unión y se estableció la República de Islandia, en una sesión del Alþingi celebrada en Þingvellir el 17 de junio de 1944.
En 1959 se cambió por completo el sistema de distritos electorales. El país se dividió en ocho distritos electorales con representación proporcional en cada uno, además de los once escaños de igualación anteriores. El número total de miembros elegidos fue de 60. En 1968, el Alþingi aprobó la reducción de la edad para votar a 20 años. Una nueva enmienda a la Constitución en 1984 aumentó el número de miembros a 63 y redujo la edad para votar a 18 años. Mediante una enmienda constitucional de junio de 1999, implementada en mayo de 2003, se modificó nuevamente el sistema de distritos electorales. El número de distritos electorales se redujo de ocho a seis; los límites de los distritos electorales debían ser fijados por ley. En mayo de 1991 se introdujeron otros cambios importantes en el Alþingi: la asamblea ahora se sienta como una legislatura unicameral. Actualmente hay doce comités permanentes

### Elecciones
|  | 20,75 % |

|  | 19,36 % |

|  | 15,82 % |

|  | 13,78 % |

|  | 12,10 % |

|  | 7,80 % |

|  | 3,96 % |

|  | 3,02 % |

|  | 2,34 % |

|  | 1,04 % |

|  | 0,02 % |

|  | 97.27 % |

|  | 0,14 % |

|  | 1,13 % |

|  | 100.00 % |

|  | 80,18 % |

### Resultados por circunscripción
|  | 20.9 % |

|  | 12.3 % |

|  | 15.9 % |

|  | 12.6 % |

|  | 7.7 % |

|  | 12.8 % |

|  | 7.7 % |

|  | 3.5 % |

|  | 5.6 % |

|  | 22.8 % |

|  | 11.5 % |

|  | 14.7 % |

|  | 13.3 % |

|  | 8.9 % |

|  | 10.9 % |

|  | 8.6 % |

|  | 4.1 % |

|  | 4.8 % |

|  | 30.2 % |

|  | 14.5 % |

|  | 12.1 % |

|  | 8.1 % |

|  | 7.6 % |

|  | 8.3 % |

|  | 11.4 % |

|  | 4.5 % |

|  | 3.0 % |

|  | 24.6 % |

|  | 23.9 % |

|  | 7.4 % |

|  | 7.6 % |

|  | 12.9 % |

|  | 5.6 % |

|  | 6.2 % |

|  | 7.4 % |

|  | 3.7 % |

|  | 22.6 % |

|  | 25.8 % |

|  | 11.5 % |

|  | 6.9 % |

|  | 8.8 % |

|  | 6.3 % |

|  | 6.2 % |

|  | 7.4 % |

|  | 4.2 % |

|  | 18.5 % |

|  | 25.6 % |

|  | 12.9 % |

|  | 10.5 % |

|  | 8.6 % |

|  | 5.3 % |

|  | 5.4 % |

|  | 8.9 % |

|  | 4.1 % |